# Conioscinella maculata
Conioscinella maculata är en tvåvingeart som först beskrevs av Becker 1911.  Conioscinella maculata ingår i släktet Conioscinella och familjen fritflugor. Inga underarter finns listade i Catalogue of Life.